# Armand-Emmanuel du Plessis

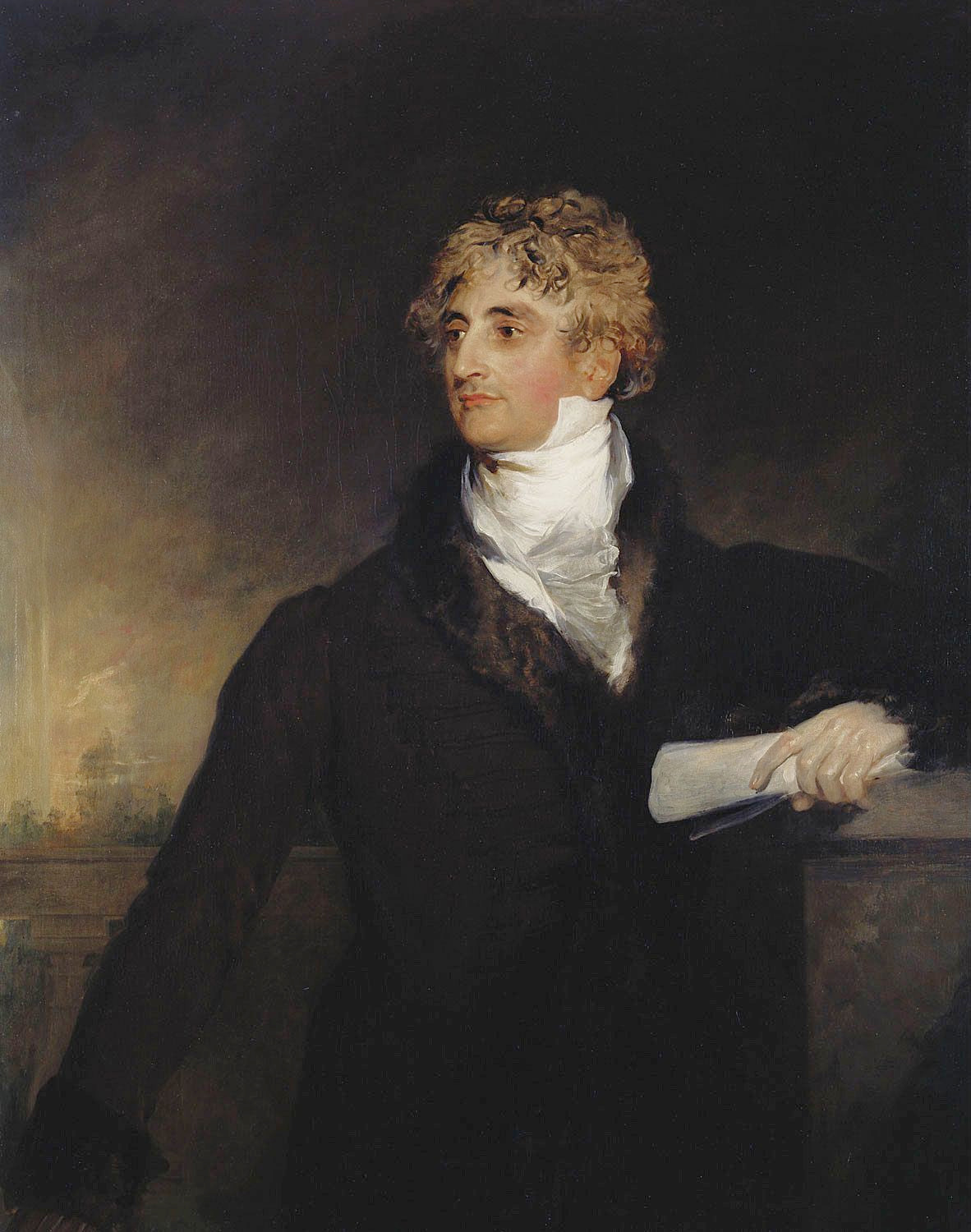
Armand-Emmanuel du Plessis, hertog van Richelieu

Armand-Emmanuel Sophie Septemanie du Plessis, hertog van Richelieu (Russisch: Арман Эммануэль София-Септимани де Виньеро дю Плесси, граф де Шинон, 5-й герцог Ришельё; Parijs, 25 september 1766 – aldaar, 17 mei 1822) was een Frans staatsman die tweemal als premier van Frankrijk onder Lodewijk XVIII diende: van 1815 tot 1818 en van 1820 tot 1821. Eerder was hij gouverneur van Odessa van 1803 tot 1814.

## Achtergrond en vroege carrière
Armand-Emmanuel du Plessis was de zoon van Louis Antoine du Plessis, hertog van Richelieu (†1791) en kleinzoon van maarschalk Louis François Armand du Plessis, hertog van Richelieu (1696-1788). Armand-Emmanuel was een achterneef van Armand Jean du Plessis, kardinaal de Richelieu, de beroemde eerste minister van koning Lodewijk XIII van Frankrijk.
Hij groeide op met de titel graaf van Chinon, zoals de erfgenamen van de hertog van Richelieu genoemd werden, en trouwde op zijn vijftiende met Rosalie de Rochechouart, toen twaalf jaar oud. Hun relatie was afstandelijk. Na twee jaar te hebben rondgereisd in het buitenland trad hij toe tot de dragonders van koningin Marie Antoinette. Een jaar later werd hij lid van de koninklijke hofhouding waar hij opviel door zijn soberheid en puritanisme.
In 1790 verliet hij Parijs en ging naar Wenen waar hij zich met zijn vriend Charles-Joseph de Ligne aanmeldde als vrijwilliger bij het Russische leger. Op 21 november arriveerde hij in Tighina, Moldavië. Hij streed vervolgens in de Kaukasus en was betrokken bij de inname van Izmajil waarvoor hij het Kruis van Sint-Joris en een gouden zwaard ontving van Catharina II van Rusland. 
Na het overlijden van zijn vader in februari 1791 erfde hij de titel "hertog van Richelieu". Kort daarop gaf koning Lodewijk XVI hem de opdracht naar Parijs terug te keren. Terug in Frankrijk werd hij opnieuw in de hofhouding opgenomen. Hij werd door de koning niet in vertrouwen genomen over diens voorgenomen vlucht uit Frankrijk. Toen de koning en koningin op 20 juni Frankrijk trachtten te ontvluchten (zij werden later tegengehouden en teruggestuurd naar Versailles) bevond de hertog de Richelieu zich niet in hun escorte.
In juli 1791 ontving de hertog de Richelieu van de Nationale Grondwetgevende Vergadering een uitreisvisum waarna hij naar Rusland ging om in het Russische leger te dienen. In Rusland bereikte hij de rang van generaal-majoor, maar werd door zijn tegenstanders gedwongen tot terugtreden. Tsaar Alexander I bewerkstelligde in 1803 dat Napoleon hem van de lijst van émigrés verwijderde. In 1803 werd hij gouverneur van Odessa en in 1805 ook gouverneur-generaal van Cherson, Jekaterinoslav en de Krim. Hij wist Odessa om te vormen van een kleine provinciestad tot de beau monde van Zuid-Rusland.
Tijdens de Russisch-Turkse Oorlog commandeerde hij de tweede divisie en leidde hij expedities in de Kaukasus.

## Minister-president
In 1814 keerde Richelieu naar Frankrijk terug. Na de terugkeer van Napoleon van het eiland Elba in 1815 (de zogenaamde "Honderd Dagen") vergezelde hij koning Lodewijk XVIII op diens vlucht naar Rijsel. Richelieu ging daarop naar Wenen, waar het hoofdkwartier van tsaar Alexander I was gevestigd. Hij was bereid in het Russische leger te dienen om Napoleon te verjagen. 
Na de tweede restauratie - die volgde op Napoleons nederlaag bij Waterloo en de terugkeer van Lodewijk XVIII - werd hij een invloedrijk politicus. In tegenstelling tot andere émigrés koesterde hij geen wrok tegen de vroegere machthebbers en zag hij niets in het tenietdoen van alle verworvenheden van de Franse Revolutie. Richelieu had zitting in de Raad van de geallieerden en dankzij zijn vriendschap met de Russische tsaar wist hij de anti-Franse stemming in die raad te verzachten. Op 26 september 1815 werd hij minister-president en volgde hiermee Charles-Maurice Talleyrand op.
Als premier zorgde hij ervoor dat de geallieerde bezetting al snel eindigde (Congres van Aken in 1818) en werkte hij de politiek van de ultraroyalisten tegen. Hij raakte echter in conflict met minister Decazes, die een meer liberale binnenlandse politiek wilde voeren. In december 1818 trad hij af omdat zijn collega's de voorgestelde reactionaire kieswethervorming niet wilden steunen.
Na de moord op de hertog van Berry in februari 1820 werd Richelieu opnieuw premier. Het regeren werd hem echter onmogelijk gemaakt door de ultra's en de liberalen, waarna hij reeds op 14 december 1820 aftrad.
Op 17 mei 1822 overleed Richelieu aan de gevolgen van een beroerte.
Van 1816 tot 1822 was Richelieu lid van de Académie française.